# Inbus

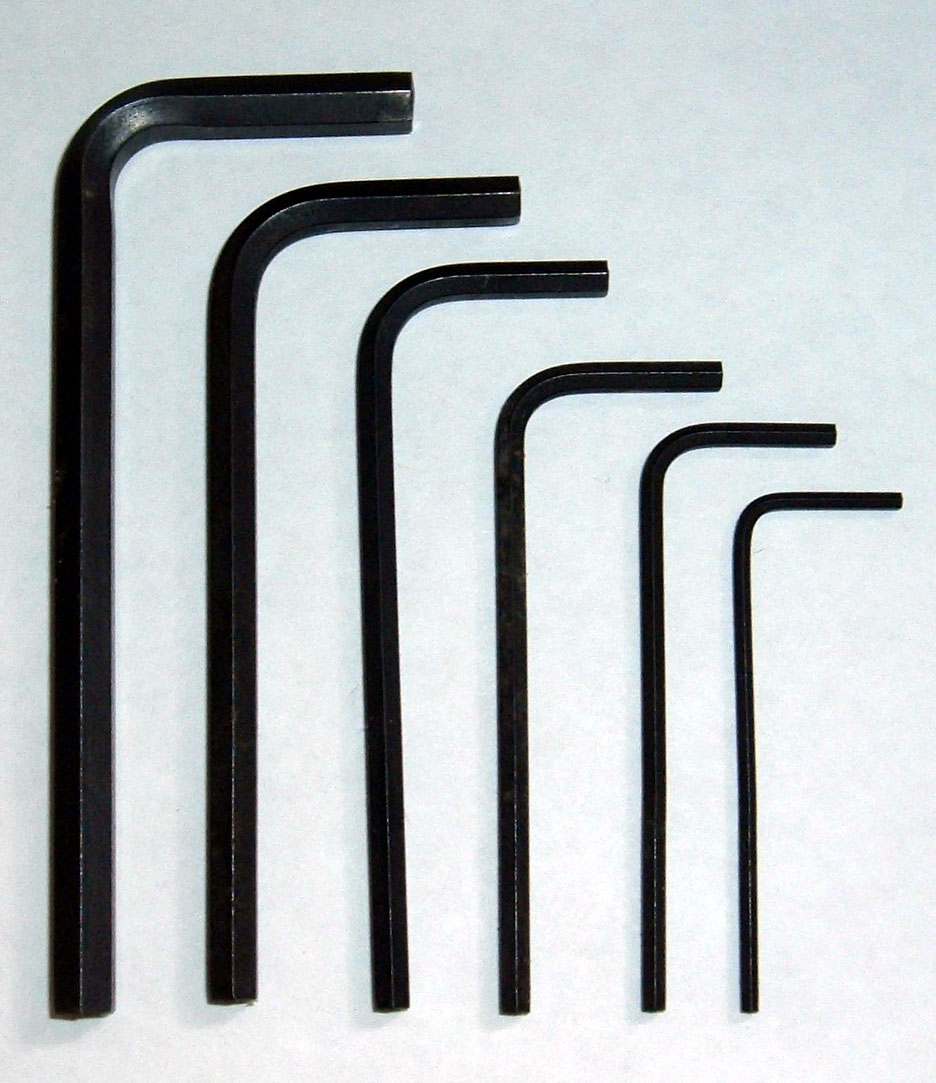
Inbusové klíče různých velikostí

Inbusové šrouby s šestihranným otvorem

Vnitřní šestihran, též inbus nebo imbus, je typ drážky hlavy šroubu, která slouží k jeho povolování a utahování klíčem tvořeným nebo zakončeným šestibokým hranolem. Běžně se tento klíč nazývá inbus nebo imbus, inbusový klíč a šrouby, inbusové šrouby nebo také jen inbusy (imbusy). Inbusový klíč mívá podobu šestihranné tyčky ohnuté do pravého úhlu, ale může být i v podobě šroubováku nebo výměnného bitu. Pro snadnější manipulaci se šrouby v obtížně dostupných místech bývá delší konec klíče uzpůsoben do tzv. kuličky. Ta umožňuje manipulaci se šroubem i v jiných úhlech nasazení klíče, než pouze shodně s osou šroubu. Tato „kulička“ může být také někdy  opatřena pérovou podložkou, která drží šroub na klíči a tím umožňuje snadnější manipulaci se šroubem. Pro označení se používá H nebo HEX (od hexagon, šestiúhelník) doplněné číslem odpovídajícímu rozměru v milimetrech (např. H6, HEX6).
Inbusových šroubů se běžně používá tam, kde je třeba aby hlava šroubu byla zapuštěna pod úroveň jedné ze spojovaných součástí. Šrouby menších rozměrů (tj. asi do velikosti M8) spojují například nábytek, zámkové vložky a kliky dveří a oken ale také některé automobilové součástky. Větší šrouby a také šrouby zvláštní (s různými hlavami, jemným stoupáním závitu...) se používají v nástrojařství při výrobě lisovacích nástrojů.

## Název a patenty
Název vznikl ze zkratky INBUS názvu Innensechskantschraube Bauer und Schaurte (Vnitřně šestihranný šroub Bauer a Schaurte), pod kterým byl tento systém (tj. šroub se šestihranným otvorem a k němu pasující klíč) v roce 1936 patentován německou společností Bauer & Schaurte Karcher z německého Neussu. Podle patentu firmy Allen v USA z roku 1943 se v mnoha jazycích (viz jinojazyčné články) vžilo označení Allen. 
Název „inbus“ je proto často považován za správnější než varianta „imbus“, která vznikla hláskovou spodobou (regresivní asimilací) vlivem retnice „b“ – hlásky vyslovované pomocí rtů. Výslovnost imbus se vyskytovala už v němčině, také v češtině je spodoba nb na mb běžná i u jiných slov (Pámbů, hamba, bombón) a vyskytuje se i v dalších jazycích, například v polštině, maďarštině i v ruštině. V češtině jsou obě varianty tohoto výrazu – inbus i imbus – profesní, nespisovné a neoficiální, na případnou kodifikaci v Pravidlech českého pravopisu má větší šanci varianta kopírující běžnou výslovnost, tedy „imbus“.

## Související články

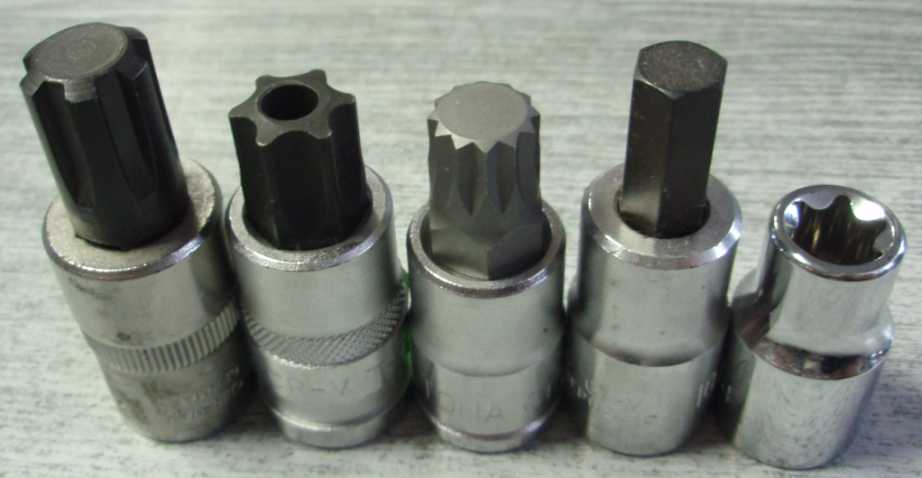
Hlavice 1/2", inbusová druhá zprava